# 伝説のスタフィー
『伝説のスタフィー』（でんせつのスタフィー）は、トーセが開発し、2002年9月6日に任天堂が発売したゲームボーイアドバンス用アクションゲームである。
音楽はゲームボーイカラー用ソフト『メタルギア ゴーストバベル』を手掛けたまつたにようこ、PlayStation用ソフト『ボンバーマンランド』を手掛けた岩本守弘が担当している。

## ストーリー
空に浮かぶ王国「テンカイ」の王子スタフィーは、ある日、宝箱の運搬中にツボを海に落としてしまう。すると大嵐が起き、スタフィーは空から海へ落ちてしまう。その先で彼は長老のロブじいさんに助けられる。

## ゲーム内容
1周目は物語を進める。
2周目はお宝探し。全部で45個集めると真エンディングが見られる。

## 登場キャラクター

### 主人公
スタフィー
雲の上の王国「テンカイ」の王子。ひょんな事から海に落ちてしまい、テンカイに戻る為に冒険の旅に出る。

### 仲間たち
ロブじいさん
ヤドカリタ
マーメイド
二枚貝に入った人魚の女性。ライフの回復やセーブを行ってくれる。
キョロスケ
黄色よりのオレンジのハマグリ。フォーク(小さな魚)に襲われていたところスタフィーに助けられた。片思いのハデヒラリに告白をしようとしたところ、彼女がボンボーンにさらわれてしまう。スタフィーがボンボーンを倒した後。彼の旅に同行する(本人はスタフィーを自分の子分として)。口が悪くほとんど人任せにしているがスタフィーに様々なヒントを教えてくれる。
ハデヒラリ
キョロスケの初恋相手で、ミノカサゴのような姿をした美女。
タツノママ
メカニじいさん
ききゅうを使わせてくれる。
ザショウクジラ
チュータ
いつもタコツボに入ってるタコのオヤジ。スピンアタックレベル2(この時まだ名称はない)を教えてくれる。
ムーン
カンニンオヤコ
ゼンダマ
ヤコウカガミ
ジイラカンス
クリオレ
ラブリー
マナズドン&マナズーコ
ラブリン
ヒラオ&ヒラリン
ラブラブ
ウキッズ
コンビー
アシカル
フカフカ
会えるのは2周目。トラのきぐるみを着ている。ふういんブロックの先にいて、きぐるみ(容姿はくま)を使わせてくれる。
ウォーツァルト
タルイカ
オオタルイカ
ホタルビ
チクリン
ゲコじい
青いカエルの老人。語尾に「ゲコ」が付く強い口調。依頼を受けた後不思議な薬でスピンアタックレベル3(この時まだ名称はない)を授けた。
アメブラシ
モーグ
工事をしているもぐら。もぐらタンクを使わせてくれる。
ドルフィー
青色のイルカの女性。妹達がボクトパスに捕まってしまい、スタフィー達に助けを求める。
ドルチーナ&ドルシー
ドルフィーの妹達。
ミゲアーナー
トリート
毒の水をわたることができる。なまずボートを使わせてくれる。
ホルーン
ジョージロー
ララコ
ショロスケ
チョロスケ
ジュエリー
パオー
ヒマンドードー
アクア
会えるのは2周目。まほうの国からやって来た女の子。まほうセットを使わせてくれる。
テンカイヘイシ
テンカイコドモ
パパスタ
テンカイの国王で、スタフィーの父。表記は「王さま」で名前が判明したのは『2』からである。
ママスタ
テンカイの王妃で、スタフィーの母。セリフは無く、名前が判明したのは『2』からである。
キョロスケの弟・妹
キョロスケの弟達(弟2人・妹1人の3人がいる)。セリフは無く真エンディングのスタッフロードのみ。

### ボスキャラクター
ボンボーン
「サンゴショウ」のボス。
水色の身体を白いトゲ付きの貝で覆った巻貝で、キョロスケのライバル的存在。語尾に「ボーン」が付く。キョロスケがハデヒラリに愛を告げようとしていたところに現れ、彼女をさらう。
貝はトゲ付きの為触れることが出来ないが、頭は剥き出しの為弱点となっている。
バンキロス
「ザショウクジラ」のボス。
紫色のトカゲらしき姿をした生物で、びっしりトゲの生えた背中と鼻先に立つ2本の角が特徴的。ザショウクジラの体内で暴れるため、彼の食事時に自ら飲み込まれて内部で体当たりを繰り返し彼を苦しめた。これを止めるために現れたスタフィーと戦う。
戦場がびっしりトゲに埋まった部屋だったことと、攻撃方法が背中のトゲを活かした身体を丸めての体当たり一本だったため、部屋のトゲにぶつかるたび自分のトゲが破壊されてしまう。トゲはすぐ生え変わるものの、ツルツルの身体になった瞬間が弱点となってしまう。
ボエールン
「氷の海」のボス。
ブランタン
「ふかい海」のボス。
チョウチンアンコウのような生物。触覚ではなく、クラゲの様に自分自身を光らせている。
戦場が全く光の存在しない海底であるため、そのままでは暗すぎて攻撃を当てることが出来ない。部下がある程度揃うと姿が見えるようになり、ダメージを与えることが出来るようになる。
ボクトパス
「ちんぼつせん」のボス。
海賊の帽子を被ったタコ。
ドッペル
「かいていしんでん」のボス。
オーグラがスタフィーらの追撃を食い止めるため、スタフィーに似せて魔法で作り出した存在。台詞はカタカナ。
スタフィー同様星の形をしており、スピンアタックを得意とする点も同じだが、オーグラの魔力により、色は黄緑でサイズはとても大きく表情も少し凶悪。膝を曲げるように2本の足の上を左右に出っ張りのようなものが行き来している。スピンアタックが横方向の回転ではなく、体を丸めて縦方向に回転するう違いがある。
スピンアタックを休憩無しで連続で行い続け、またスピンアタック同士がぶつかる度に回転速度が上昇するため、スタフィーよりも目を回しやすい。目を回している最中は無防備であり、ダメージを与えることが出来る。
クラ―ゲン、モクモッチュ、カニナリ
「そらの海」のボス3体。
オーグラ
「テンカイ」のボス。
本作の黒幕にしてラストボス。普段は魚の怪物のような姿だが、力を解放すると体を膨らませたり、流体状の怪物となる。カタカナで喋る。
元々はツボに封印されていたが、スタフィーのドジで復活し、海をワルモノだらけにし、テンカイ征服を目論む。最終的にテンカイでスタフィーとの戦いの末に敗れ、再びツボに封印された。

## ステージ
2周目はオーグラを倒したことで、壊せなかったふういんブロックが壊せる様になる。各ステージで今まで行ったことの無い場所がある。のりものを使いこなすことでお宝を見つけるなど様々な要素がある。
ロブのどうくつ
最初のステージ。チュートリアル的なステージでボスはいない。
サンゴショウ
サンゴの海。
ザショウクジラ
クジラの体内。
氷の海
ふかい海
洞窟のような海。
ちんぼつせん
かいていしんでん
そらの海
テンカイ

## おまけ
ずかん
ザコ敵・ボス・仲間などのキャラクターが記載している。またそのキャラクターについての解説もある。
しゃしん
しんじゅを取ることで特定のトータルが増えていけば仲間キャラクターが現れる。

## 移植版
| No. | タイトル                                      | 発売日        | 対応機種        | 開発元 | 発売元 | メディア                            | 型式 | 備考 | 出典              |
| --- | --------------------------------------------- | ------------- | --------------- | ------ | ------ | ----------------------------------- | ---- | ---- | ----------------- |
| 1   | 伝説のスタフィー                              | 2015年7月29日 | Wii U           | トーセ | 任天堂 | ダウンロード (バーチャルコンソール) | -    |      | [ 1 ]             |
| 2   | ゲームボーイアドバンス Nintendo Switch Online | 2024年7月12日 | Nintendo Switch | 任天堂 | 任天堂 | ダウンロード                        | -    |      | [ 2 ] [ 3 ] [ 4 ] |